# 元谋人
元谋人（学名：Homo erectus yuanmouensis），又称元谋猿人或元谋直立人，是在中国发现的直立人化石。1965年发现于云南元谋上那蚌村附近，共计左右门齿两颗。后来还发现了石器、炭屑、和有人工痕迹的动物肢骨等。早期依據對化石地层和动物群结合古地磁结果，認為元谋人的距今年代为170万年左右，是属于旧石器时代早期的古人类。但随后有学者根据新的古地磁结果，提出其年代应为70万年左右。尽管最新的古地磁年代显示遗址年代应为170万年，该遗址年代目前依旧存在争议。元谋人属于直立人，当代东亚人属于智人，两者之间是否有亲缘关系，尚未有定論。

## 发现与定性
元谋人化石于1965年5月1日上那蚌村西北的一个小山丘的褐色粘土层中被发现。
元谋人发现地处于元谋盆地边缘，元谋盆地新生代地层出露好，化石多。化石发现于河湖相堆积中，堆积自下而上分为4段28层，元谋人化石处于第4段第25层。岩性主要为棕褐色、褐黄色沙砾层及粉砂亚粘土、粘土土层。元谋人化石所在的小山丘四周为冲沟所包围，东西向16米，南北向20米，面积320平方米左右，牙齿化石出土地高于地面约4米，可以排除化石是从别处沖來的可能性。
1965年初，为配合四川攀枝花地区和成昆铁路的建设，中国地质科学院派遣赵国光、钱方、浦庆余等学者对中国西南地区的新构造运动进行研究，选择了元谋盆地作为研究重点。4月初，学者们上那蚌村附近开始工作，发现了不少化石和地质现象。5月1日，钱方等人前往上那蚌村西北寻找化石，该地长期受雨水冲刷，细砂粘土多被冲走，很容易挖出化石。下午5时左右，钱方发现了两颗疑似人牙的化石，相距十几厘米。一颗齿冠露出地表，牙根在土中。另一颗则全在土中。同时出土的还有云南马牙化石、啮齿类的下颌骨以及其他化石碎片。第二天，这些学者来到该地继续发掘，试图寻找其他的古人猿的化石材料，但没有收获。9月，学者们结束野外考察后，将牙齿化石带回北京，请教专家鉴定。
1972年2月，经中国地质科学院的胡承志鉴定，公布了这一发现，根据化石发现地命名为“直立人，元某新亚种”，简称“元谋直立人”。胡承志在《地质学报》1973年第1期上发表了《云南元谋发现的猿人牙齿化石》一文。新华社、人民日报等也对此进行了报道。
1973年10月至12月，中国科学院古脊椎动物和古人类研究所采用考古学方法，对元谋人化石所在的小山丘进行了大规模的系统发掘。这次发掘对该地绘制了详细的地层剖面图，并在附近地层发现了人工打制的石器和炭屑、哺乳动物化石、软体动物化石和孢粉化石等，但没有发现新的人类化石。这次发掘确定了元谋人化石所处地层的沉积性质，根据地层沉积物情况和伴生动物的化石主张元谋人的年代位于早更新世。
1973年、1974年，钱方等人再次去元谋盆地考察，并采集了元谋组古地磁标本。1976年7月25日，用古地磁方法测定其绝对地质年代为距今170万年左右。（后出现争议）
1983年，中国历史博物馆的杜耀西对元谋人的历史地位做了阶段性总结，认为：元谋人在人类社会初期，南猿向直立人过渡阶段有特殊地位；元谋人为黄种人的形成提供了重要线索；元谋人的石器文化具有独特性，而且学会用火的时间较早。总之，对于東亞早期历史的研究意义重大。

## 化石
元谋人的化石包括两枚上内侧门齿，一左一右，属同一成年男性个体。其石化程度深，颜色灰白，其齿冠保存完整，齿根末梢残缺，表面有碎小裂纹，裂纹中填有褐色粘土。其中左侧门齿长11.4毫米，宽8.1毫米，高11.2毫米。右侧门齿长11.5毫米，宽8.6毫米，高11.1毫米。其切割缘在生前有磨耗。
经研究发现，这两枚牙齿很粗壮，呈铲形，比较扁平。齿冠咬合面有很大程度的磨损，如刀口状。齿冠基部肿厚，末端扩展，唇面比较平坦，舌面的模式非常复杂，略呈三角形。舌面底结节凸起，向齿冠方向延伸并分裂成三个指状突，中央的指状突很长，指状突集中排列在靠近外侧的半面。舌面中部的凹面粗糙，有发达的铲形齿窝。在舌面上，沿内外两侧的边缘，有褶起的凸棱，其中外侧的较内测的较为隆起。齿根破碎，根据左半部分残部推测，应相当粗壮。具有明显的原始性质。
元谋人牙齿化石的特点有：牙齿粗硕，齿冠扩展指数达141.9；齿冠唇面扁平；底结节发达，占到舌面的一半左右；舌面有发达的铲形齿窝；舌根颈部横切面呈椭圆型。
与大型类人猿（Pongidae，例如大猩猩）相比，元谋人的牙齿化石有相似之处，如齿冠呈扇形，底结节发达，占到舌面的一半左右，但其他方面差异甚大。与巨猿（Gigantopithecus）相比，相似之处甚少。与南猿（Australopithecus）相比，南猿缺乏发达的底结节，门齿铲形不发达，齿根更为粗壮。所以，元谋人不可能是猿类。
与现代人相比较，有些黄种人族群具有舌面铲形，与元谋人类似。但现代人舌面基部明显收缩，结构大为简化，底结节隆突大为减弱，所以牙齿化石不可能是后期人类的。
元谋人和北京人的门齿最为相似，但也有不同之处。相同之处有：大小接近、齿冠基部肿厚，底结节强烈凸起，向前做坡型延伸，分裂成数个指状突。舌面中部的凹面两边有凸棱。不同之处有：元谋人齿冠略呈三角形，北京人略呈长方形；元谋人齿冠唇面，北京人则凸起；元谋人齿冠舌面中部的凹面粗糙，北京人则平坦；元谋人和北京人的舌面指状突也相当不同。两相比较，元谋人应该是一个独立的直立人亚种，并较为原始，代表了南猿向直立人过渡的阶段。
1984年，北京自然博物馆考察队在距离元谋人化石产地250米的郭家包发现了一段人类胫骨，认为是属于元谋人的。这是一段左侧胫骨，除缺失上下端外，骨干保存相当完整，长227.0毫米，中点骨干周长78.0毫米，横径17.0毫米。骨体纤弱，应属于一个少女个体。有如下特点：明显为偏胫型；骨干前缘明显圆钝；有浅显的骨间脊；骨干的骨璧较厚，髓腔较小等。综上，元谋人胫骨带有不少能人的特点，与现代人有所区别。

## 石器及其文化

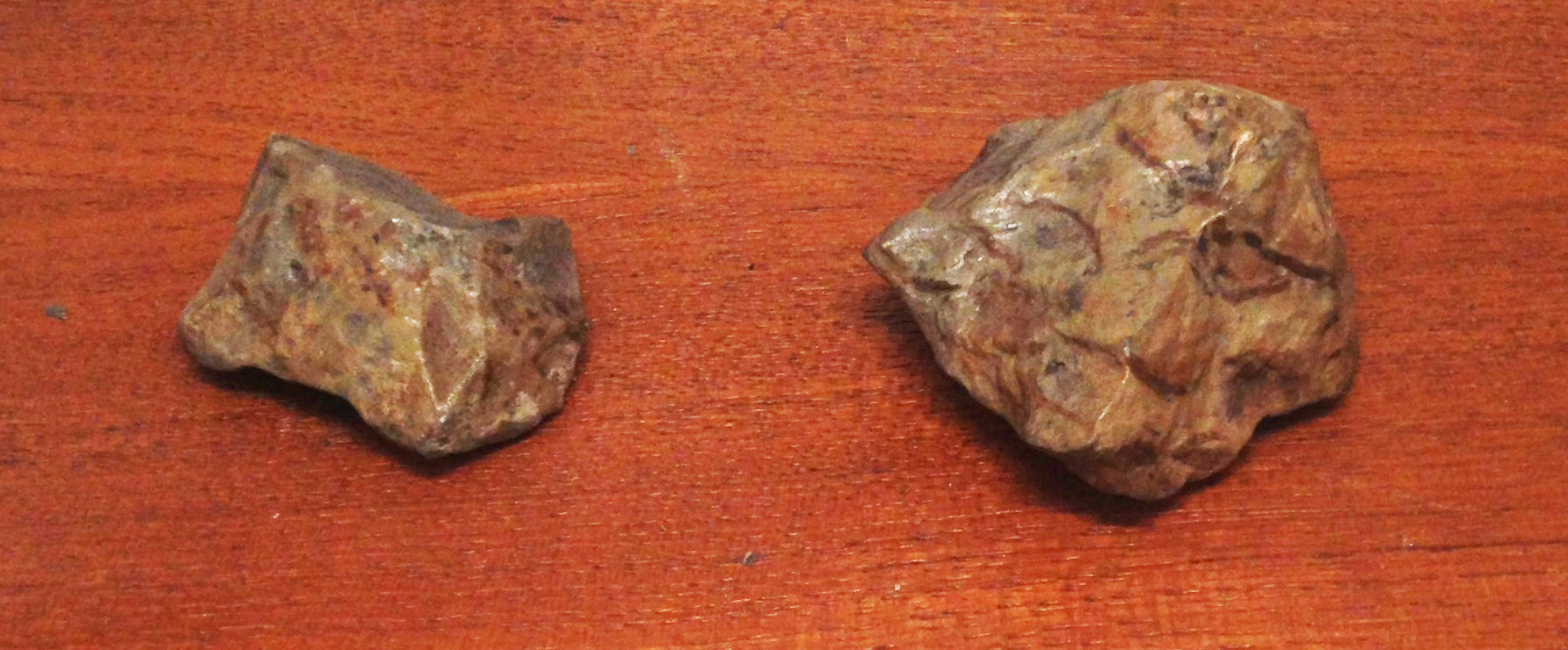
元谋人石器模型，收藏于上海自然博物馆

元谋人的文化遗物主要有石器、带有人工痕迹的动物骨头和疑似人工用火痕迹。
1973年至1975年，在发现元谋人化石的地层中出土石器七件。其中较好的有四件，均为刮削器，其中三件石器均为石英岩制造。其一为两刃刮削器，由石片制成，从石器上的人工加工痕迹来看，可能是砸击修理的。其二为复刃刮削器，由小石块制成，三边有加工痕迹，略呈长方形，应是复向加工而成。其三为端刃刮削器，也由小石块制成，也为复向加工而成。
另外，在同一地点采集到石器十件，其中三件状况较好，推测被雨水冲刷出地表，也被视为元谋人的石器。三件采集到的石器中：其一为石核，呈梭形，长90毫米，单台面。其二为石片，其原料为红色砂岩，长略小于宽，打击点散漫。其三为尖状器，由石英岩石片制成，左侧单面加工，右侧两面加工，在中轴相交，属正尖尖状器。
仅通过这些石器难以推断元谋人的石器加工技术。但可得知以下几点：元谋人会用捶击法制造以及修理石器，会制造刮削器和尖状器，且工具尺寸不大。
元谋人化石层位中，发现了有人工痕迹的动物骨头。其中一件，长8.4、宽3.1、厚2.6厘米，两端有切割痕迹，或与骨器有关。
在发现元谋人化石的地层中还发现有许多炭屑，常与哺乳动物化石伴生。其中大者直径达15毫米，小者1毫米左右，分布上下界约3米，分三层，互相间隔30-50厘米。同一层位还发现几块黑色的骨头，经鉴定可能是被烧过的。这些可能都是元谋人用火的痕迹。
经过多年发掘，共发现35件石制器物，其中21件标本较好。

## 年代问题
关于元谋人化石的地质时代和绝对年代，学术界存在不同看法。
一种观点认为属早更新世晚期，在距今170万年左右。1976年，中国地质科学院地质力学研究所用古地磁方法，认为元谋组地层跨越松山（Matuyama）和高斯（Gauss）两个极性世，元谋人化石出产地层测定距今170万±10万年。并且根据元谋组古地磁测算的结果，认为需要更新地磁极性年表，元谋人的年代为163万到164万年之间，误差范围不超过10万年。1998年，黄培华利用同一地层出土的哺乳动物牙齿化石，联合澳大利亚国立大学第四纪测年研究中心，采用电子自旋共振法测定为距今160～110万年，支持元谋人属于早期直立人。2005年，钱方根据各种测年方法结果，综合化石研究和地层分析，认为元谋人的时代为早更新世，距今170万年。
另一种意见认为属于中更新世。根据元谋组的化石层，其中第四段绝灭种比例高于第三段的绝灭种，不合常识，推测受地质运动影响而使地层紊乱。而且单凭云南马定年证据不充分，需要对古地磁定年结果进行重新解释。综合各种材料，元谋人化石所在地层古地磁测定年代不应超过73万年，可能距今60万～50万年或更晚。此说遭到钱方反驳，认为其地层划分不同，化石认定有误。
2002年，Hyodo等使用古地磁学对元谋人牙齿化石所在的地层重新测定，将元谋人的年代定为70万年左右，即更新世中期，并认为其可能生活在亚热带草原—森林环境中。
2008年，朱日祥等又对遗址进行了精细、系统的古地磁测年，得到元谋人的年代为170万年。
在文化上，经过对所发现的石器的研究，表明元谋人所处时期为旧石器时代早期。
如果将元谋人的年代定位为170万年前，那么元谋人就是目前已知的中国境内最早的古人类。由于这是最初的对元谋人的年代定位，一些教材、通俗读物和百科全书都持此说。如果将元谋人的年代定位为60万年左右，那么元谋人的年代将晚于公王岭蓝田人。

## 生活环境
元谋人的生活环境是通过共存的动植物化石来推测的。一般将元谋人地层第三、第四段的动物化石称之为元谋动物群，认为是与元谋人共生的动物。
与元谋人共生的哺乳动物化石，有无颈鬃豪猪（Hystrix subcristata）、元谋狼（Canis yuanmouensis）、云南马（Equus yunnanensis）、爪蹄兽（Nestoritherium sp.）、中国犀（Rhinoceros sinensis）、山西轴鹿（Axis shansius）等30余种。其中大部分为绝灭种，部分属于上新世的残余物种，大多数为早更新世当地常见物种。如果按生活环境来考察，云南马等生活于草原，细麂（Metacervulus attennatus）、湖麂（Muntiacus lacustris）等生活于热带雨林，竹鼠（Rhizonmys sp.）、复齿拟鼠兔（Ochotonoides complicidens）等动物生活于灌木丛之中，泥河湾剑齿虎（Megaterium nihowanensin）等生活于森林之中。
根据植物孢粉的分析，树木主要以松属（Pinus）植物为多，还有桤木属（Alnus）、榆属（Ulmus）等。草本植物则更多。元谋人所在地层的孢粉组合，松属占33.3%，桤木属占13%，草本植物占40%。
综上所述，元谋人生活在森林-草原环境中，比较温和湿润，较现在凉爽。山中生长有针阔混交林，山麓平原杂草丛生，水边有小叶阔叶林，各种动物在此出没。元谋人可能沿着河岸或湖岸过着流动生活。

## 遗址保护

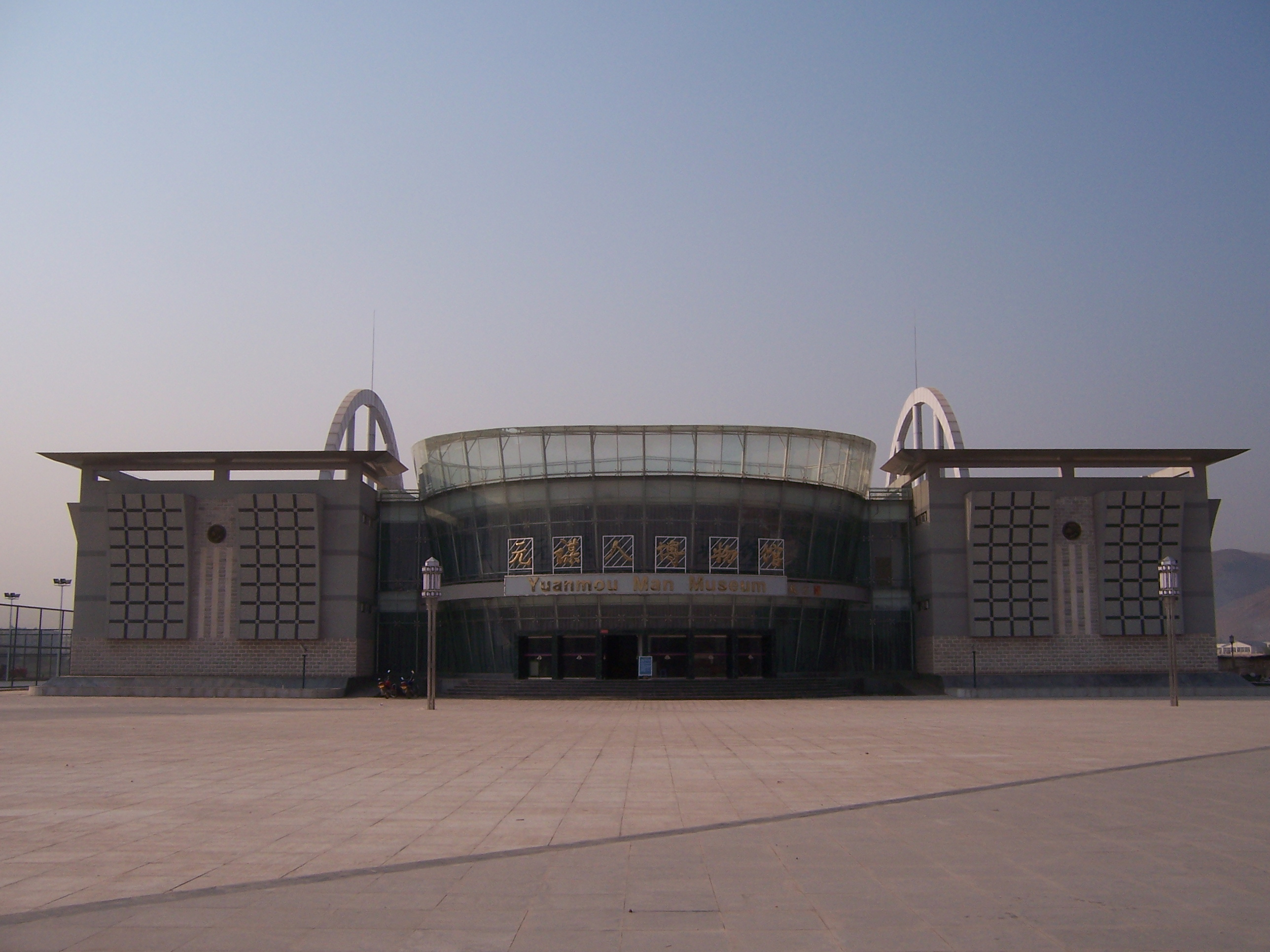
元谋人博物馆

1982年中国国务院公布元谋猿人遗址为第二批全国重点文物保护单位，保护面积约768.15亩。
目前建有元谋人博物馆保存元谋人的相关文物及遗址，位于元谋县城龙川街，占地面积6亩，于1987年动工兴建，1989年9月25日开馆，馆藏文物千余件。展厅内陈列分“人类起源”、“元谋古猿”、“元谋史前文化”三部分，除陈列介绍元谋人相关文物知识外，还有云南发现的其他一些古猿古人类遗物。陈列馆主要以辩证唯物主义和历史唯物主义为指导，结合展品说明“人类由猿进化而来”和“人类社会发展的进程”。2009年中国国家文物局公布元谋人博物馆为国家三级博物馆。
元谋人化石产地目前保护状况不佳，科考发掘处于停滞状态，经费投入几乎没有。遗址属于旷野遗址，面积很大，保护难度不小。多年的雨水冲刷和水土流失可能会将地下的文物冲走，垃圾随处可见，当地村民希望将土地开发成为农地，种植葡萄。当地文物部门意图对遗址进行再次发掘，或进行旅游开发，但经费无所着落，也没有企业愿意投资。事实上，县城内的元谋人博物馆也没有元谋人的化石标本。

## 延伸阅读
- 周国兴 张兴永 主编，《元谋人——云南元谋古人类古文化图文集》，云南人民出版社，1984年。
- 本文集编辑委员会 编，《“元谋人”发现三十周年纪念暨古人类国际学术研讨会文集》，云南科学技术出版社，1998年。
- 杨德聪 主编，《“元谋人”发现四十周年纪念会暨古人类国际学术研讨会文集》，云南科学技术出版社，2006年。
- 周国兴，《穷究元谋人——我的元谋盆地人类考古学研究30年记》，云南科技出版社，2009年。
- 元谋人起源课题组，《元谋人起源研究论文集》，四川师范大学电子出版社，2012年。